# María Teresa de Silva, XIII duquesa de Alba
 María del Pilar Teresa Cayetana de Silva Álvarez de Toledo  (Madrid, 10 de junio de 1762-Madrid, 23 de julio de 1802) fue una noble española, XIII duquesa de Alba de Tormes por derecho propio y grande de España.

## Biografía

### Infancia
María del Pilar Teresa Cayetana de Silva Álvarez de Toledo, llamada en su vida María Teresa (aunque en la actualidad se ha popularizado llamarla Cayetana) fue la hija única de Francisco de Paula de Silva y Álvarez de Toledo, X duque de Huéscar (hijo a su vez de Fernando de Silva y Álvarez de Toledo, XII duque de Alba de Tormes y de su esposa Ana María Álvarez de Toledo Portugal, XII condesa de Oropesa) y de María del Pilar Ana de Silva-Bazán y Sarmiento (hija a su vez de Pedro Artal de Silva-Meneses y Bazán, VIII marqués de Santa Cruz y de María Rosario Sarmiento y Sotomayor. Nació en Madrid, en el palacio familiar de la calle Duque de Alba.
Su infancia fue triste y dura, marcada principalmente por el desapego de sus padres, dados más a la vida licenciosa que a la familiar. 
Su padre murió en abril de 1770, cuando ella contaba solamente con ocho años, haciéndola futura heredera de todos sus títulos de nobleza y de sus inmensas propiedades. Cinco años después, en 1775, su madre se prometió con José María Pignatelli de Aragón y Gonzaga, III duque de Solferino, pero la muerte repentina del duque trastocó sus planes y finalmente contrajo matrimonio con el padre de este, Joaquín Atanasio Pignatelli de Aragón y Moncayo, XVI conde de Fuentes, VI marqués de Mora y IV marqués de Coscojuela. Esta boda, que no fue la última de Mariana de Silva-Bazán, se celebró el mismo día que la boda de su hija María Teresa. En 1776, su madre enviudó de nuevo, y poco después, el 1 de enero de 1778, contrajo su tercer y último matrimonio con el XI duque de Arcos, Antonio Ponce de León y Spínola de la Cerda.

### Matrimonio

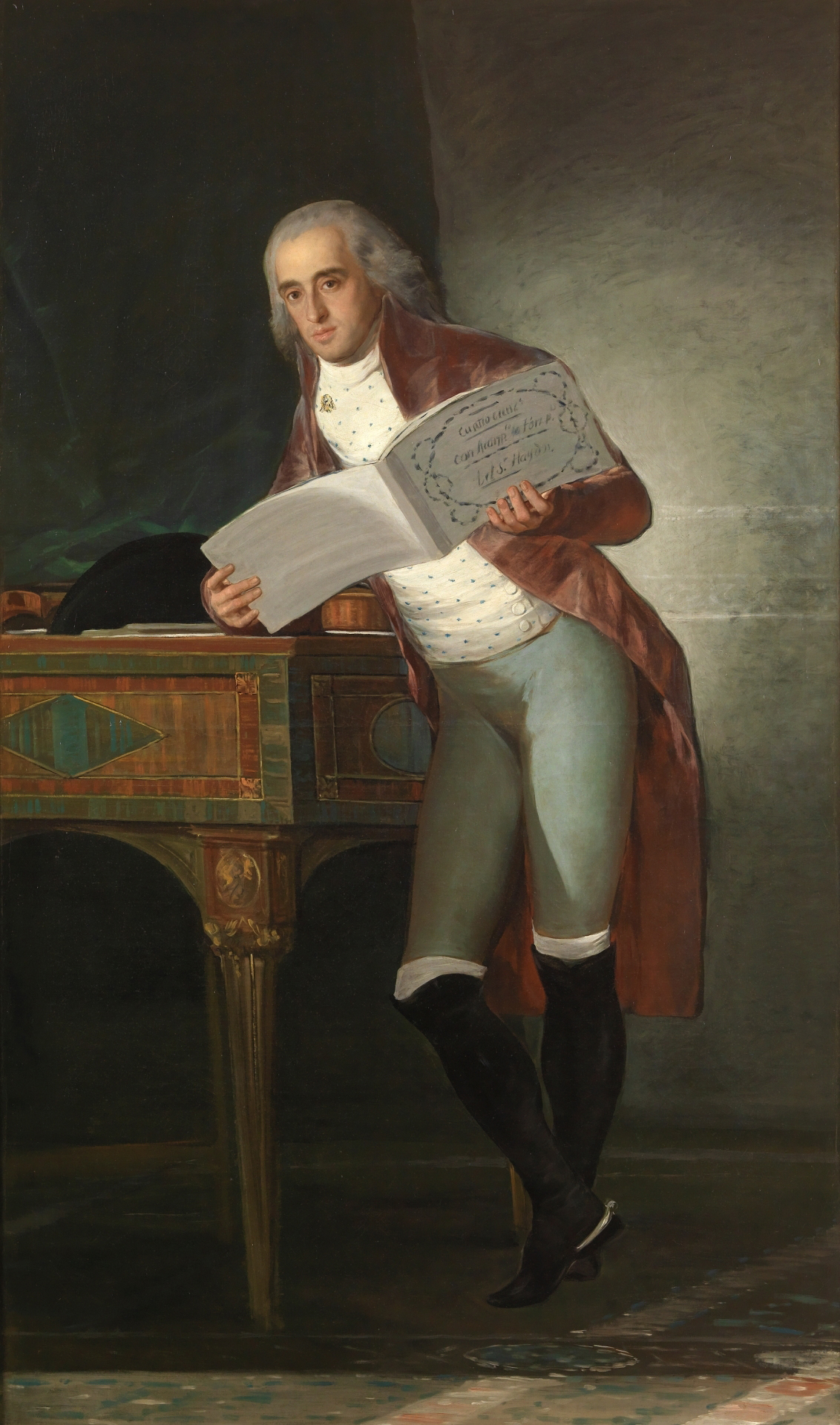
José Álvarez de Toledo y Gonzaga, titular de la Casa de Medina Sidonia y esposo de la duquesa de Alba de Tormes, retratado por Goya en 1795

Con el fin de preservar los dos ducados españoles más poderosos, el de Alba de Tormes y el de Medina Sidonia, atados a la familia Álvarez de Toledo, el abuelo de María Teresa la casó en 1775, a los doce años de edad, con su primo, José Álvarez de Toledo y Gonzaga, XI marqués de Villafranca del Bierzo y futuro XV duque de Medina Sidonia –título aún más antiguo que el de Alba, representante de la línea segundogénita masculina del II duque de Alba de Tormes, Fadrique Álvarez de Toledo y Enríquez– y arquetipo del aristócrata ilustrado. El matrimonio se convirtió en el más poderoso, acaudalado y titulado del Reino de España, en constante competencia con los duques de Osuna.
María Teresa y su familia vivieron a caballo entre sus dos más importantes propiedades madrileñas, el Palacio de la Moncloa y el Palacio de Buenavista, cerca de la fuente de Cibeles, mandado edificar por su abuelo sobre unos terrenos adquiridos a la Casa Real en la testamentaría de Isabel de Farnesio y que hoy en día alberga el Cuartel General del Ejército de Tierra de España.
La duquesa de Alba acostumbraba también alternar estas residencias con una tercera propiedad, el Palacio de los duques de Alba, ubicado en Piedrahíta, que fue edificado por su abuelo Alba, donde recibió con su marido a personalidades del gobierno, del arte, la cultura y el saber, entre los que se destacaron el escritor y político Gaspar Melchor de Jovellanos y el pintor Francisco de Goya.

### Títulos nobiliarios
En 1776, a los catorce años, tras la muerte de su abuelo, el XII duque de Alba, María Teresa se convirtió en la XIII duquesa de Alba, asumiendo la jefatura de la casa de Alba, así como todos los títulos inherentes. María Teresa fue la segunda mujer de la saga en ostentar el ducado por derecho propio.
María Teresa enviudó de su primo José Álvarez de Toledo y Gonzaga en 1796, sin haber tenido hijos de su matrimonio. La falta del esperado hijo varón que volviera a heredar para los Álvarez de Toledo, en una misma familia del linaje, la casa de Alba y la casa de Medina Sidonia fue una verdadera tragedia.
Si bien no tuvo descendencia directa, al final de sus años, María Teresa adoptó a una niña negra, a la que llamó María de la Luz, quien había nacido bajo el yugo de la esclavitud en Cuba, y que fue donada a la duquesa en 1796, quien decidió liberarla poco tiempo después, al igual que hiciera con otro joven esclavo, llamado Honorato, tan sólo cuatro días después de recibirlo. Las donaciones de esclavos entre aristócratas eran algo habitual en este periodo, por lo que no debe pensarse que se tratara de un caso atípico.
De 1776 hasta su fallecimiento, en 1802, María Teresa ostentó los siguientes títulos, inherentes a la jefatura de la casa de Alba:
- XIII Duquesa de Alba
- XI Duquesa de Huéscar
- VI Duquesa de Montoro
- IX Duquesa de Galisteo
- VIII Condesa-Duquesa de Olivares
- IX marquesa de Eliche
- XII marquesa de Villanueva del Río
- XI marquesa del Carpio
- XIII marquesa de Coria
- VI marquesa de Tarazona
- X marquesa de Frechilla y Villarramiel
- X marquesa de Jarandilla
- IX marquesa del Villar de Grajanejos
- XI Condesa de Monterrey
- XIV Condesa de Lerín
- XIV Condestablesa de Navarra
- XIV Condesa de Oropesa
- XII Condesa de Galve
- XIV Condesa de Osorno
- XI Condesa de Ayala
- IX Condesa de Fuentes de Valdepero
- IX Condesa de Alcaudete
- XI Condesa de Deleytosa
- XI Condesa de Morente
- XII Condesa de Piedrahíta
- XVI Condesa de Módica (título siciliano)[4]
- XV Baronesa de Dicastillo
- XV Baronesa de San Martín
- XV Baronesa de Curton
- XV Baronesa de Guissens
- XVII Señora de Valdecorneja

Además, por el matrimonio con su primo y su posterior viudez, llevó los títulos de la Casa de Medina Sidonia, como consorte sin descendencia directa:
- Condesa de Niebla
- Duquesa de Medina Sidonia
- marquesa de Cazaza
- marquesa de Valverde
- marquesa de Villafranca del Bierzo
- Duquesa de Fernandina
- Princesa de Montalbán
- Princesa de Paternò (título siciliano)
- marquesa de Villanueva de Valdueza
- Condesa de Peña Ramiro
- marquesa de los Vélez
- marquesa de Molina
- marquesa de Martorell
- Baronesa de Castellví de Rosanes
- Baronesa de Molins de Rei
- Duquesa de Montalto
- Duquesa de Bivona (título siciliano)
- marquesa de Calatafimi (título siciliano)
- Condesa de Adernò (título siciliano)
- Condesa de Caltabellotta (título siciliano)
- Condesa de Sclafani (título siciliano)
- Condesa de Caltaxineta (título siciliano)
- Condesa de Caltavuturo (título siciliano)
- Condesa de Collesano (título siciliano)
- Baronesa de Centorvi (título siciliano)

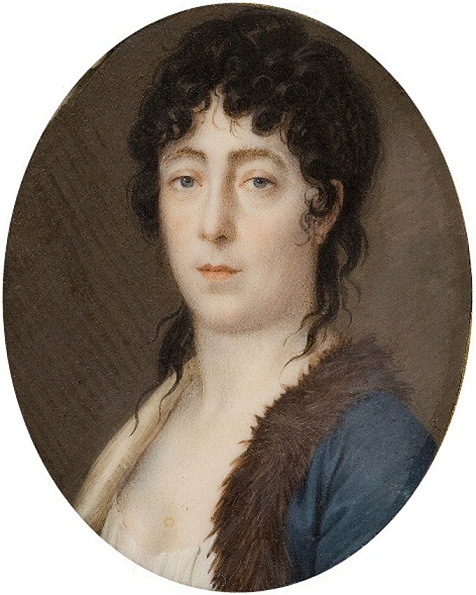
Atribuido a José Alonso del Rivero (copia de cuadro de Guillermo Ducker). Retrato de María del Pilar Teresa Cayetana de Silva Álvarez de Toledo, XIII duquesa de Alba. c. 1805. Museo del Prado, Madrid

De esta forma María Teresa fue la persona que más títulos de nobleza ostentó en la España de principios del siglo XIX. De la casa de Alba recibió treinta y un títulos, a los que posteriormente sumó veinticinco más, provenientes estos últimos de la casa de Medina Sidonia. En total la aristócrata ostentó cincuenta y seis títulos nobiliarios.      
La ausencia de un hijo, en especial varón, que conservase el apellido de los Álvarez de Toledo y la totalidad de los títulos de ambos linajes familiares tuvo como consecuencia que, los títulos de su marido, después de su fallecimiento, recayeran en el hermano de este, Francisco de Borja Álvarez de Toledo y Gonzaga, mientras que la mayoría de los de María Teresa pasaron a manos de su pariente, Carlos Miguel Fitz-James Stuart y Silva o Carlos Miguel Fitz-James Stuart y Fernández de Híjar-Silva (1794-1835), VII duque de Berwick y VII duque de Liria y Jérica, quien era el sobrino-bisnieto de Fernando de Silva y Álvarez de Toledo, XII duque Alba de Tormes y abuelo de María Teresa.
A partir de entonces la casa de Alba tuvo por su residencia madrileña el Palacio de Liria (que hasta entonces había sido la de los Berwick), ya que las dos anteriores residencias capitalinas de los Alba dejaron de pertenecer al ducado: el Palacio de la Moncloa fue adquirido por el rey Carlos IV, juntamente con la huerta, para añadirlos al Real Sitio de la Florida que, a partir de entonces, fue conocido como el Real Sitio de la Moncloa y actualmente es la sede de la Presidencia del Gobierno de España y la residencia oficial del Presidente y su familia; por su parte, el Palacio de Buenavista pasó a manos de Godoy y actualmente es Cuartel General del Ejército.

### Mecenazgo y rivalidades
María Teresa fue una de las primeras mecenas del pintor español Francisco de Goya y la mujer más controvertida de su época, debido a su hermosura, riqueza, sensualidad y vida liberal. 
La vida de la aristócrata fue una constante trama de historias propias de la literatura novelada. Hay quienes le atribuyeron un romance con Goya, quien la retrató en varios de sus cuadros y quien se sintió desengañado por su carácter caprichoso. Algunos, en cambio, negaron cualquier posibilidad de relación amorosa entre ellos, por la desigualdad social que los separaba. Otros apuntaron a que posó para el cuadro La maja desnuda, aunque se va imponiendo la convicción de que la modelo fue Pepita Tudó, amante del favorito Manuel Godoy y luego su segunda esposa. Esta hipótesis es la más creíble ya que fue Godoy quien le encargó la pintura a Goya y fue su primer propietario conocido; por otro lado, el aspecto de la duquesa (conocido por varios retratos) difiere de la maja, de estatura más baja y formas más redondeadas.
Los datos reales y los novelescos se entremezclaron en la biografía de la duquesa. Se ha sostenido que sentía atracción por toreros y demás hombres de condición social inferior, y que incluso salía por las noches, vestida de maja, para disfrutar de diversiones vedadas a las damas «respetables». Su carácter imprevisible contribuyó a este mito: era cariñosa con niños y pobres pero al mismo tiempo tenía veleidades caprichosas, de derroche y ostentación. Su idiosincrasia la hizo rivalizar con otras damas destacadas de Madrid, como la duquesa de Osuna, María Josefa Pimentel o la vizcondesa de Bearne, María Ana de Abad, ambas famosas y encumbradas nobles aunque de menor estirpe que la duquesa de Alba.
La duquesa de Alba compitió directamente con la propia reina de España, María Luisa de Parma, esposa del rey Carlos IV, en una época muy difícil para el sistema monárquico en general y la monarquía española en particular del que no escapó tampoco la nobleza. Rivalizaban por sorprender en atuendo y lujos, para lo que importaban vestidos exclusivos de París. En una ocasión, María Teresa plagió un diseño pensado para la reina, y vistió con la misma ropa a sus criadas, con el único propósito de ridiculizarla.
La pugna entre ellas se evidenció cuando, en 1795 su esposo –el duque de Medina Sidonia– se sumó a la rebelión iniciada por el brigadier de la Real Armada, Alejandro Malaspina, que fracasó en la intentona de expulsar de la corte a Manuel Godoy, valido del rey Carlos IV y favorito de la reina María Luisa. Luego la reina atribuyó a María Teresa su intención por acaparar la atención de Manuel Godoy, quien había ascendido como político con la protección de la reina, pero que presuntamente también habría tenido relaciones con la duquesa, cuando era ya viuda.

### Fallecimiento
La duquesa de Alba murió repentinamente en 1802, a los cuarenta años, en su Palacio de Buenavista, víctima de una fiebre.
Godoy, quien no se olvidó de su enemistad con su esposo —el fallecido duque de Medina Sidonia—, llevó a cabo la expropiación de varias de sus propiedades, entre ellos el Palacio de Buenavista, en 1807, cuadros y joyas de la colección ducal. Así, un gran número de sus famosas obras pasaron a sus manos, como la Venus del espejo de Velázquez y La educación de Cupido de Correggio (ambos ahora en la National Gallery de Londres). Carlos IV hizo lo propio con el Palacio de la Moncloa, actualmente propiedad del Estado español y residencia del presidente del gobierno de España.
Su último testamento, conservado en el Archivo Ducal de la Casa de Alba, instituía como herederos universales de sus bienes libres a su hermanastro y primo, Carlos Pignatelli de Aragón y Gonzaga, a su niña adoptada, María de la Luz, al hijo del pintor Goya, Javier de Goya y Bayeu y a buena parte de sus criados y sirvientes. Por otro lado, los bienes y títulos que conformaban la casa de Alba recayeron entonces en la Casa de Liria y Jérica, aunque con alguna excepción, ya que la Casa de Oropesa quedó incorporada en el ducado de Uceda, en la figura de Diego Fernández de Velasco, XV conde de Oropesa, VIII duque de Uceda y VII marqués de Belmonte.

### Exhumaciones
El 17 de noviembre de 1842, con motivo del traslado sus restos mortales desde su sepultura original en la capilla de los Alba en la iglesia del Salvador y San Nicolás al cementerio de la Sacramental de San Isidro, se descubrió que el cuerpo de María Teresa había sido parcialmente mutilado: tenía los tobillos serrados y le faltaba un pie. Al parecer, al ser colocada en el ataúd, su altura impedía la correcta postura y tuvieron que serrarle los pies para que cupiese en el féretro.
En 1945, el cadáver de la duquesa fue exhumado por segunda vez y sus restos sometidos a autopsia. Su muerte fue atribuida a una Meningoencefalitis de origen tuberculoso, lo que descartó el rumor de un presunto envenenamiento por parte de Manuel Godoy siguiendo las instrucciones de la reina María Luisa de Parma.

## Ancestros
| \| \| \| \| \| \| \| \| \| \| \| \| \| \| \| \| \| \| \| \| 16. Gregorio de Silva y Mendoza, IX duque del Infantado \| \| \| \| \| \| \| \| \| \| \| \| \| \| \| \| \| \| \| \| \| \| \| \| \| \| \| \| \| \| \| \| \| \| \| \| \| \| \| \| \| \| \| \| \| \| \| \| \| \| \| \| \| \| 8. Manuel María de Silva y Mendoza, X conde de Galve \| \| \| \| \| \| \| \| \| \| \| \| \| \| \| \| \| \| \| \| \| \| \| \| \| \| \| \| \| \| \| \| \| \| \| \| \| \| \| \| \| \| \| \| \| \| \| \| \| \| \| \| \| \| 17. María de Haro y Guzmán \| \| \| \| \| \| \| \| \| \| \| \| \| \| \| \| \| \| \| \| \| \| \| \| \| \| \| \| \| \| \| \| \| \| \| \| \| \| \| \| \| \| \| \| \| \| \| \| \| \| \| \| \| \| 4. Fernando de Silva, XII duque de Alba \| \| \| \| \| \| \| \| \| \| \| \| \| \| \| \| \| \| \| \| \| \| \| \| \| \| \| \| \| \| \| \| \| \| \| \| \| \| \| \| \| \| \| \| \| \| \| \| \| \| \| \| \| \| 18. Francisco Álvarez de Toledo, X duque de Alba \| \| \| \| \| \| \| \| \| \| \| \| \| \| \| \| \| \| \| \| \| \| \| \| \| \| \| \| \| \| \| \| \| \| \| \| \| \| \| \| \| \| \| \| \| \| \| \| \| \| \| \| \| \| 9. María Teresa Álvarez de Toledo, XI duquesa de Alba \| \| \| \| \| \| \| \| \| \| \| \| \| \| \| \| \| \| \| \| \| \| \| \| \| \| \| \| \| \| \| \| \| \| \| \| \| \| \| \| \| \| \| \| \| \| \| \| \| \| \| \| \| \| 19. Catalina de Haro y Guzmán, VIII marquesa del Carpio \| \| \| \| \| \| \| \| \| \| \| \| \| \| \| \| \| \| \| \| \| \| \| \| \| \| \| \| \| \| \| \| \| \| \| \| \| \| \| \| \| \| \| \| \| \| \| \| \| \| \| \| \| \| 2. Francisco de Paula de Silva, X duque de Huéscar \| \| \| \| \| \| \| \| \| \| \| \| \| \| \| \| \| \| \| \| \| \| \| \| \| \| \| \| \| \| \| \| \| \| \| \| \| \| \| \| \| \| \| \| \| \| \| \| \| \| \| \| \| \| 20. Manuel Joaquín Álvarez de Toledo, VIII conde de Oropesa \| \| \| \| \| \| \| \| \| \| \| \| \| \| \| \| \| \| \| \| \| \| \| \| \| \| \| \| \| \| \| \| \| \| \| \| \| \| \| \| \| \| \| \| \| \| \| \| \| \| \| \| \| \| 10. Vicente Pedro Álvarez de Toledo, X conde de Oropesa \| \| \| \| \| \| \| \| \| \| \| \| \| \| \| \| \| \| \| \| \| \| \| \| \| \| \| \| \| \| \| \| \| \| \| \| \| \| \| \| \| \| \| \| \| \| \| \| \| \| \| \| \| \| 21. Isabel Pacheco Téllez-Girón \| \| \| \| \| \| \| \| \| \| \| \| \| \| \| \| \| \| \| \| \| \| \| \| \| \| \| \| \| \| \| \| \| \| \| \| \| \| \| \| \| \| \| \| \| \| \| \| \| \| \| \| \| \| 5. María Bernarda de Toledo y Portugal \| \| \| \| \| \| \| \| \| \| \| \| \| \| \| \| \| \| \| \| \| \| \| \| \| \| \| \| \| \| \| \| \| \| \| \| \| \| \| \| \| \| \| \| \| \| \| \| \| \| \| \| \| \| 22. Luis Mauricio Fernández de Córdoba, VII marqués de Priego \| \| \| \| \| \| \| \| \| \| \| \| \| \| \| \| \| \| \| \| \| \| \| \| \| \| \| \| \| \| \| \| \| \| \| \| \| \| \| \| \| \| \| \| \| \| \| \| \| \| \| \| \| \| 11. María de la Encarnación Fernández de Córdoba y Figueroa \| \| \| \| \| \| \| \| \| \| \| \| \| \| \| \| \| \| \| \| \| \| \| \| \| \| \| \| \| \| \| \| \| \| \| \| \| \| \| \| \| \| \| \| \| \| \| \| \| \| \| \| \| \| 23. Feliche María de la Cerda y Aragón \| \| \| \| \| \| \| \| \| \| \| \| \| \| \| \| \| \| \| \| \| \| \| \| \| \| \| \| \| \| \| \| \| \| \| \| \| \| \| \| \| \| \| \| \| \| \| \| \| \| \| \| \| \| 1. María Teresa de Silva, XIII duquesa de Alba \| \| \| \| \| \| \| \| \| \| \| \| \| \| \| \| \| \| \| \| \| \| \| \| \| \| \| \| \| \| \| \| \| \| \| \| \| \| \| \| \| \| \| \| \| \| \| \| \| \| \| \| \| \| 24. Pedro Félix de Silva y Meneses, XII conde de Cifuentes \| \| \| \| \| \| \| \| \| \| \| \| \| \| \| \| \| \| \| \| \| \| \| \| \| \| \| \| \| \| \| \| \| \| \| \| \| \| \| \| \| \| \| \| \| \| \| \| \| \| \| \| \| \| 12. José de Silva y Meneses \| \| \| \| \| \| \| \| \| \| \| \| \| \| \| \| \| \| \| \| \| \| \| \| \| \| \| \| \| \| \| \| \| \| \| \| \| \| \| \| \| \| \| \| \| \| \| \| \| \| \| \| \| \| 25. Elena Fernández de Córdoba y Mansebradi \| \| \| \| \| \| \| \| \| \| \| \| \| \| \| \| \| \| \| \| \| \| \| \| \| \| \| \| \| \| \| \| \| \| \| \| \| \| \| \| \| \| \| \| \| \| \| \| \| \| \| \| \| \| 6. Pedro de Silva-Bazán, VIII marqués de Santa Cruz \| \| \| \| \| \| \| \| \| \| \| \| \| \| \| \| \| \| \| \| \| \| \| \| \| \| \| \| \| \| \| \| \| \| \| \| \| \| \| \| \| \| \| \| \| \| \| \| \| \| \| \| \| \| 26. Artal de Alagón, V marqués de Villasor \| \| \| \| \| \| \| \| \| \| \| \| \| \| \| \| \| \| \| \| \| \| \| \| \| \| \| \| \| \| \| \| \| \| \| \| \| \| \| \| \| \| \| \| \| \| \| \| \| \| \| \| \| \| 13. Manuela de Alagón, VI marquesa de Villasor \| \| \| \| \| \| \| \| \| \| \| \| \| \| \| \| \| \| \| \| \| \| \| \| \| \| \| \| \| \| \| \| \| \| \| \| \| \| \| \| \| \| \| \| \| \| \| \| \| \| \| \| \| \| 27. María Nicolasa de Bazán y Benavides \| \| \| \| \| \| \| \| \| \| \| \| \| \| \| \| \| \| \| \| \| \| \| \| \| \| \| \| \| \| \| \| \| \| \| \| \| \| \| \| \| \| \| \| \| \| \| \| \| \| \| \| \| \| 3. Mariana de Silva y Sarmiento \| \| \| \| \| \| \| \| \| \| \| \| \| \| \| \| \| \| \| \| \| \| \| \| \| \| \| \| \| \| \| \| \| \| \| \| \| \| \| \| \| \| \| \| \| \| \| \| \| \| \| \| \| \| 28. José Salvador Sarmiento de Sotomayor, IV conde de Salvatierra \| \| \| \| \| \| \| \| \| \| \| \| \| \| \| \| \| \| \| \| \| \| \| \| \| \| \| \| \| \| \| \| \| \| \| \| \| \| \| \| \| \| \| \| \| \| \| \| \| \| \| \| \| \| 14. José Francisco Sarmiento de Sotomayor, V conde de Salvatierra \| \| \| \| \| \| \| \| \| \| \| \| \| \| \| \| \| \| \| \| \| \| \| \| \| \| \| \| \| \| \| \| \| \| \| \| \| \| \| \| \| \| \| \| \| \| \| \| \| \| \| \| \| \| 29. María Victoria de Velasco y Guzmán \| \| \| \| \| \| \| \| \| \| \| \| \| \| \| \| \| \| \| \| \| \| \| \| \| \| \| \| \| \| \| \| \| \| \| \| \| \| \| \| \| \| \| \| \| \| \| \| \| \| \| \| \| \| 7. María Cayetana Sarmiento, VII condesa de Pie de Concha \| \| \| \| \| \| \| \| \| \| \| \| \| \| \| \| \| \| \| \| \| \| \| \| \| \| \| \| \| \| \| \| \| \| \| \| \| \| \| \| \| \| \| \| \| \| \| \| \| \| \| \| \| \| 30. Francisco Melchor Dávila y Zúñiga, VI marqués de Loriana \| \| \| \| \| \| \| \| \| \| \| \| \| \| \| \| \| \| \| \| \| \| \| \| \| \| \| \| \| \| \| \| \| \| \| \| \| \| \| \| \| \| \| \| \| \| \| \| \| \| \| \| \| \| 15. Leonor de Zúñiga, X marquesa de Loriana \| \| \| \| \| \| \| \| \| \| \| \| \| \| \| \| \| \| \| \| \| \| \| \| \| \| \| \| \| \| \| \| \| \| \| \| \| \| \| \| \| \| \| \| \| \| \| \| \| \| \| \| \| \| 31. María Luisa de Zúñiga, VI marquesa de Baides \| \| \| \| \| \| \| \| \| \| \| \| \| \| \| \| \| \| \| \| \| \| \| \| \| \| \| \| \| \| \| \| \| \| \| \| \| \| \| \| \| \| \| \| \| \| \| \| \| \| \| \| |                                                                   |  |  |  |  |  |  |  |  |  |  |  |  |  |  |  |
| |                                                                   |  |  |  |  |  |  |  |  |  |  |  |  |  |  |  |
| | 16. Gregorio de Silva y Mendoza, IX duque del Infantado           |  |  |  |  |  |  |  |  |  |  |  |  |  |  |  |
| |                                                                   |  |  |  |  |  |  |  |  |  |  |  |  |  |  |  |
| |                                                                   |  |  |  |  |  |  |  |  |  |  |  |  |  |  |  |
| | 8. Manuel María de Silva y Mendoza, X conde de Galve              |  |  |  |  |  |  |  |  |  |  |  |  |  |  |  |
| |                                                                   |  |  |  |  |  |  |  |  |  |  |  |  |  |  |  |
| |                                                                   |  |  |  |  |  |  |  |  |  |  |  |  |  |  |  |
| | 17. María de Haro y Guzmán                                        |  |  |  |  |  |  |  |  |  |  |  |  |  |  |  |
| |                                                                   |  |  |  |  |  |  |  |  |  |  |  |  |  |  |  |
| |                                                                   |  |  |  |  |  |  |  |  |  |  |  |  |  |  |  |
| | 4. Fernando de Silva, XII duque de Alba                           |  |  |  |  |  |  |  |  |  |  |  |  |  |  |  |
| |                                                                   |  |  |  |  |  |  |  |  |  |  |  |  |  |  |  |
| |                                                                   |  |  |  |  |  |  |  |  |  |  |  |  |  |  |  |
| | 18. Francisco Álvarez de Toledo, X duque de Alba                  |  |  |  |  |  |  |  |  |  |  |  |  |  |  |  |
| |                                                                   |  |  |  |  |  |  |  |  |  |  |  |  |  |  |  |
| |                                                                   |  |  |  |  |  |  |  |  |  |  |  |  |  |  |  |
| | 9. María Teresa Álvarez de Toledo, XI duquesa de Alba             |  |  |  |  |  |  |  |  |  |  |  |  |  |  |  |
| |                                                                   |  |  |  |  |  |  |  |  |  |  |  |  |  |  |  |
| |                                                                   |  |  |  |  |  |  |  |  |  |  |  |  |  |  |  |
| | 19. Catalina de Haro y Guzmán, VIII marquesa del Carpio           |  |  |  |  |  |  |  |  |  |  |  |  |  |  |  |
| |                                                                   |  |  |  |  |  |  |  |  |  |  |  |  |  |  |  |
| |                                                                   |  |  |  |  |  |  |  |  |  |  |  |  |  |  |  |
| | 2. Francisco de Paula de Silva, X duque de Huéscar                |  |  |  |  |  |  |  |  |  |  |  |  |  |  |  |
| |                                                                   |  |  |  |  |  |  |  |  |  |  |  |  |  |  |  |
| |                                                                   |  |  |  |  |  |  |  |  |  |  |  |  |  |  |  |
| | 20. Manuel Joaquín Álvarez de Toledo, VIII conde de Oropesa       |  |  |  |  |  |  |  |  |  |  |  |  |  |  |  |
| |                                                                   |  |  |  |  |  |  |  |  |  |  |  |  |  |  |  |
| |                                                                   |  |  |  |  |  |  |  |  |  |  |  |  |  |  |  |
| | 10. Vicente Pedro Álvarez de Toledo, X conde de Oropesa           |  |  |  |  |  |  |  |  |  |  |  |  |  |  |  |
| |                                                                   |  |  |  |  |  |  |  |  |  |  |  |  |  |  |  |
| |                                                                   |  |  |  |  |  |  |  |  |  |  |  |  |  |  |  |
| | 21. Isabel Pacheco Téllez-Girón                                   |  |  |  |  |  |  |  |  |  |  |  |  |  |  |  |
| |                                                                   |  |  |  |  |  |  |  |  |  |  |  |  |  |  |  |
| |                                                                   |  |  |  |  |  |  |  |  |  |  |  |  |  |  |  |
| | 5. María Bernarda de Toledo y Portugal                            |  |  |  |  |  |  |  |  |  |  |  |  |  |  |  |
| |                                                                   |  |  |  |  |  |  |  |  |  |  |  |  |  |  |  |
| |                                                                   |  |  |  |  |  |  |  |  |  |  |  |  |  |  |  |
| | 22. Luis Mauricio Fernández de Córdoba, VII marqués de Priego     |  |  |  |  |  |  |  |  |  |  |  |  |  |  |  |
| |                                                                   |  |  |  |  |  |  |  |  |  |  |  |  |  |  |  |
| |                                                                   |  |  |  |  |  |  |  |  |  |  |  |  |  |  |  |
| | 11. María de la Encarnación Fernández de Córdoba y Figueroa       |  |  |  |  |  |  |  |  |  |  |  |  |  |  |  |
| |                                                                   |  |  |  |  |  |  |  |  |  |  |  |  |  |  |  |
| |                                                                   |  |  |  |  |  |  |  |  |  |  |  |  |  |  |  |
| | 23. Feliche María de la Cerda y Aragón                            |  |  |  |  |  |  |  |  |  |  |  |  |  |  |  |
| |                                                                   |  |  |  |  |  |  |  |  |  |  |  |  |  |  |  |
| |                                                                   |  |  |  |  |  |  |  |  |  |  |  |  |  |  |  |
| | 1. María Teresa de Silva, XIII duquesa de Alba                    |  |  |  |  |  |  |  |  |  |  |  |  |  |  |  |
| |                                                                   |  |  |  |  |  |  |  |  |  |  |  |  |  |  |  |
| |                                                                   |  |  |  |  |  |  |  |  |  |  |  |  |  |  |  |
| | 24. Pedro Félix de Silva y Meneses, XII conde de Cifuentes        |  |  |  |  |  |  |  |  |  |  |  |  |  |  |  |
| |                                                                   |  |  |  |  |  |  |  |  |  |  |  |  |  |  |  |
| |                                                                   |  |  |  |  |  |  |  |  |  |  |  |  |  |  |  |
| | 12. José de Silva y Meneses                                       |  |  |  |  |  |  |  |  |  |  |  |  |  |  |  |
| |                                                                   |  |  |  |  |  |  |  |  |  |  |  |  |  |  |  |
| |                                                                   |  |  |  |  |  |  |  |  |  |  |  |  |  |  |  |
| | 25. Elena Fernández de Córdoba y Mansebradi                       |  |  |  |  |  |  |  |  |  |  |  |  |  |  |  |
| |                                                                   |  |  |  |  |  |  |  |  |  |  |  |  |  |  |  |
| |                                                                   |  |  |  |  |  |  |  |  |  |  |  |  |  |  |  |
| | 6. Pedro de Silva-Bazán, VIII marqués de Santa Cruz               |  |  |  |  |  |  |  |  |  |  |  |  |  |  |  |
| |                                                                   |  |  |  |  |  |  |  |  |  |  |  |  |  |  |  |
| |                                                                   |  |  |  |  |  |  |  |  |  |  |  |  |  |  |  |
| | 26. Artal de Alagón, V marqués de Villasor                        |  |  |  |  |  |  |  |  |  |  |  |  |  |  |  |
| |                                                                   |  |  |  |  |  |  |  |  |  |  |  |  |  |  |  |
| |                                                                   |  |  |  |  |  |  |  |  |  |  |  |  |  |  |  |
| | 13. Manuela de Alagón, VI marquesa de Villasor                    |  |  |  |  |  |  |  |  |  |  |  |  |  |  |  |
| |                                                                   |  |  |  |  |  |  |  |  |  |  |  |  |  |  |  |
| |                                                                   |  |  |  |  |  |  |  |  |  |  |  |  |  |  |  |
| | 27. María Nicolasa de Bazán y Benavides                           |  |  |  |  |  |  |  |  |  |  |  |  |  |  |  |
| |                                                                   |  |  |  |  |  |  |  |  |  |  |  |  |  |  |  |
| |                                                                   |  |  |  |  |  |  |  |  |  |  |  |  |  |  |  |
| | 3. Mariana de Silva y Sarmiento                                   |  |  |  |  |  |  |  |  |  |  |  |  |  |  |  |
| |                                                                   |  |  |  |  |  |  |  |  |  |  |  |  |  |  |  |
| |                                                                   |  |  |  |  |  |  |  |  |  |  |  |  |  |  |  |
| | 28. José Salvador Sarmiento de Sotomayor, IV conde de Salvatierra |  |  |  |  |  |  |  |  |  |  |  |  |  |  |  |
| |                                                                   |  |  |  |  |  |  |  |  |  |  |  |  |  |  |  |
| |                                                                   |  |  |  |  |  |  |  |  |  |  |  |  |  |  |  |
| | 14. José Francisco Sarmiento de Sotomayor, V conde de Salvatierra |  |  |  |  |  |  |  |  |  |  |  |  |  |  |  |
| |                                                                   |  |  |  |  |  |  |  |  |  |  |  |  |  |  |  |
| |                                                                   |  |  |  |  |  |  |  |  |  |  |  |  |  |  |  |
| | 29. María Victoria de Velasco y Guzmán                            |  |  |  |  |  |  |  |  |  |  |  |  |  |  |  |
| |                                                                   |  |  |  |  |  |  |  |  |  |  |  |  |  |  |  |
| |                                                                   |  |  |  |  |  |  |  |  |  |  |  |  |  |  |  |
| | 7. María Cayetana Sarmiento, VII condesa de Pie de Concha         |  |  |  |  |  |  |  |  |  |  |  |  |  |  |  |
| |                                                                   |  |  |  |  |  |  |  |  |  |  |  |  |  |  |  |
| |                                                                   |  |  |  |  |  |  |  |  |  |  |  |  |  |  |  |
| | 30. Francisco Melchor Dávila y Zúñiga, VI marqués de Loriana      |  |  |  |  |  |  |  |  |  |  |  |  |  |  |  |
| |                                                                   |  |  |  |  |  |  |  |  |  |  |  |  |  |  |  |
| |                                                                   |  |  |  |  |  |  |  |  |  |  |  |  |  |  |  |
| | 15. Leonor de Zúñiga, X marquesa de Loriana                       |  |  |  |  |  |  |  |  |  |  |  |  |  |  |  |
| |                                                                   |  |  |  |  |  |  |  |  |  |  |  |  |  |  |  |
| |                                                                   |  |  |  |  |  |  |  |  |  |  |  |  |  |  |  |
| | 31. María Luisa de Zúñiga, VI marquesa de Baides                  |  |  |  |  |  |  |  |  |  |  |  |  |  |  |  |
| |                                                                   |  |  |  |  |  |  |  |  |  |  |  |  |  |  |  |
| |                                                                   |  |  |  |  |  |  |  |  |  |  |  |  |  |  |  |

| Predecesor: Fernando de Silva y Álvarez de Toledo | Duquesa de Alba de Tormes 1776-1802 | Sucesor: Carlos Miguel Fitz-James Stuart y Silva |

## Filmografía
- The Naked Maja, de Henry Koster (1958). Ava Gardner en el papel de María Teresa.
- La tirana, de Juan de Orduña (1958). Luz Márquez en el papel de María Teresa.
- Goya, historia de una soledad, de Nino Quevedo (1971). Irina Demick en el papel de María Teresa.
- Goya, de Gian Carlo Menotti (1986). Victoria Vergara en el papel de María Teresa.
- Volavérunt, de Bigas Luna (1999). Adaptación de la novela de Antonio Larreta. Aitana Sánchez-Gijón en el papel de María Teresa.
- Goya en Burdeos, de Carlos Saura (1999). Maribel Verdú en el papel de María Teresa.

## Galería de imágenes

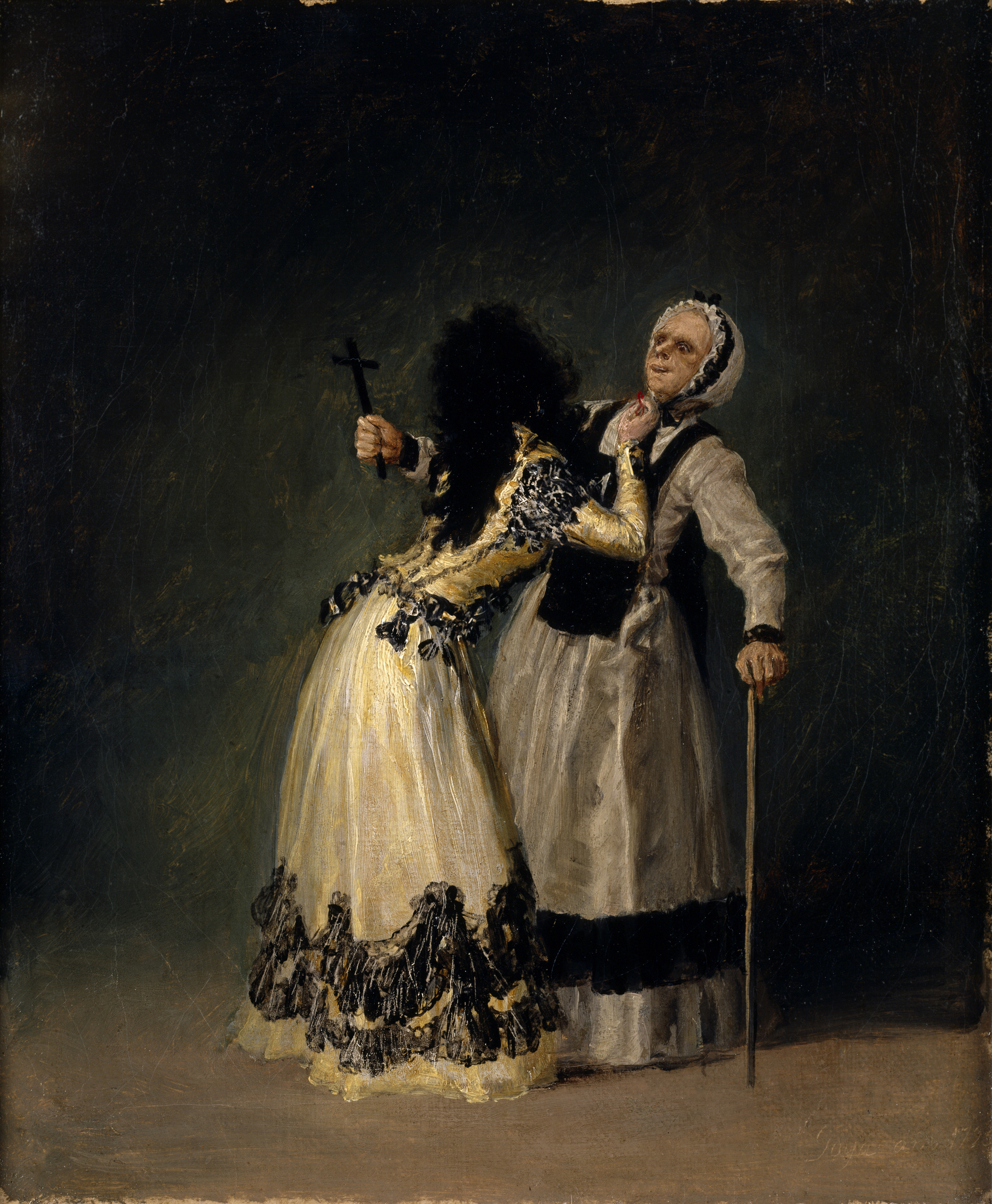
La Duquesa de Alba y la Beata, 1795, Francisco de Goya, Museo del Prado, Madrid.
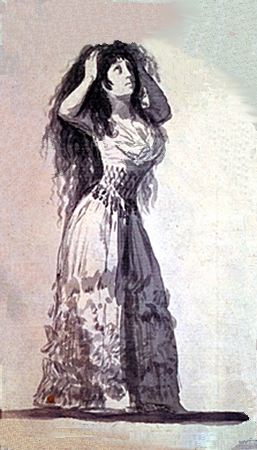
La duquesa de Alba peinándose, 1796-1797, Francisco de Goya, Biblioteca Nacional de España.
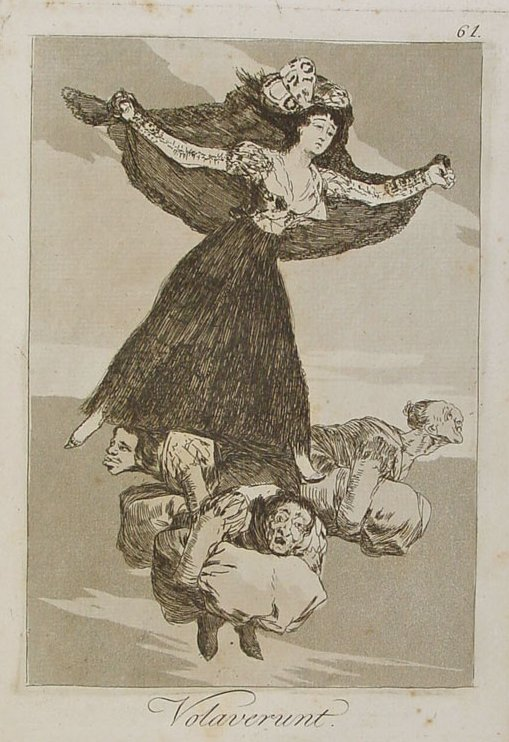
Capricho nº 61: Volavérunt, 1799, Francisco de Goya.